# Lille Amalienborg (Dag Hammarskjölds Allé)
 For alternative betydninger, se Lille Amalienborg. (Se også artikler, som begynder med Lille Amalienborg)
Lille Amalienborg er et uofficielt navn på et palæ som entreprenøren Harald Simonsen (1873-1949) i 1917 byggede til privatbolig på den daværende Østerbrogade, nu Dag Hammarskjölds Allé 28, på Østerbro i København hvor der førhen havde været dyrekirkegård. Bygningen er tegnet af arkitekten Carl Brummer, der havde specialiseret sig i byggeri af villaer og landsteder for det højere borgerskab.
Under besættelsen fik General Hermann von Hanneken besked fra Berlin om, at han skulle finde sig et passende hovedkvarter, i stedet for Hotel D'Angleterre. Den danske stat fik ordre om at købe Harald Simonsens store villa på Østerbrogade 28, kaldet ”Lille Amalienborg”.
Huset blev i en årrække senere benyttet af Dansk Røde Kors som hovedsæde, men blev i 2007 købt af rigmanden Fritz Schur for 67 millioner kroner. Den er dermed angiveligt Danmarks dyreste villa.. Schur solgte i december 2015 huset til den tyrkisk stat, som angiveligt vil anvende den som ambassade efter endt istandsættelse. I 2023 var istandsættelsen stadig ikke begyndt, hvilket blev kritiseret af Forskønnelsen.
Harald Simonsens datter Erna Hamilton (kendt fra tv-dokumentaren Grevinden på tredje) voksede op i huset i starten af 1900-tallet.
Samme år palæet blev bygget skrev Aage Hermann et parodisk digt, hvis første strofe hentyder til huset:
Græd ikke så aflangt, du grønne Ansjos,
Endnu kan dit Træben vel spille.
Hvis Tyren har bidt dig i Armen, saa flyv
Mod Strømmen til Vridsløselille.
Gik Høkassens Frihjul over Gevind,
Nuvel men der vokser Radiser
Paa Taget af Trælast-Simonsens Hus,
Det står i de svenske Aviser.
Ejendommens grundareal er 1.596 m² og beboelsesarealet 1.839 m². Ejendommen består af et fire etager stort hus med to adskilte garager. Der findes også et beskyttelsesrum under kælderen.